# 900-talet (decennium)

## Händelser
- 900 - Gokstadsskeppet tillverkas (omkring detta år).
- 900 - Bhagavata Purana skrivs i Indien.
- 907 - Tangdynastin tar slut.

## Födda
- 900 - Egil Skallagrimsson
- 903 - As-Sufi

## Avlidna
- 900 – Johannes IX, påve.
- Juli 903 – Benedictus IV, påve.
- 6 december 903 – Leo V, påve.